# Agrilus canaliculatus
Agrilus canaliculatus es una especie de insecto del género Agrilus, familia Buprestidae y orden Coleoptera.
Fue descrita científicamente por Kerremans, 1898.